# マニラ・メトロレール・トランジット・システム
マニラ・メトロレール・トランジット・システム（英語: Manila Metro Rail Transit System、通称：マニラMRT）はフィリピンのマニラ首都圏で運営されているラピッド・トランジット。フィリピン運輸省によって運営されている。現在はMRT3号線のみ営業している。同じくマニラ首都圏を走るLRT1号線とLRT2号線はマニラ・ライトレール・トランジット・システム（マニラLRT）である。
現在、運行されているのはMRT3号線の1路線のみだが、建設中の鉄道が3路線（マカティ市内地下鉄、MRT7号線、マニラ首都圏地下鉄）あり、延伸の計画もある。